# Geneviève de Saint Basile-Chazelas
Geneviève de Saint Basile-Chazelas est une immunologue française, travaillant pour l'Inserm au service « Développement normal et pathologique du système immunitaire » de l’hôpital Necker-Enfants malades. 
En 2011, elle est récipiendaire du prix Recherche de l'Inserm.

## Distinctions et récompenses
Le 21 mars 2008, Geneviève Gaultier de Saint Basile est nommée au grade de chevalier dans l'ordre national de la Légion d'honneur au titre de « praticienne hospitalière ; 27 ans de services civils » puis faite chevalier le 25 juin 2008. Elle est promue au grade d'officier le 29 décembre 2023 au titre de « immunologue, directrice de recherche émérite à l'Institut national de la santé et de la recherche médicale ».
Le 2 mai 2012, Geneviève de Saint-Basile est nommée au grade de chevalier dans l'ordre national du Mérite au titre de « immunologiste, directrice de recherche à l'Institut national de la santé et de la recherche médicale ; 28 ans de services ».
En 2011, elle reçoit le prix Recherche de l'Institut national de la santé et de la recherche médicale (Inserm).